# Hohentannen
Hohentannen ist eine Ortschaft und eine politische Gemeinde im Bezirk Weinfelden des Kantons Thurgau in der Schweiz. Die auf einer Hochebene nordwestlich von Bischofszell gelegene Gemeinde bildete von 1816 bis 1998 mit den Weilern Oetlishausen und Heidelberg sowie der Ortsgemeinde Heldswil zusammen die Munizipalgemeinde Hohentannen.

## Geschichte

Luftaufnahme von Hohentannen aus dem Jahr 1959

Hohentannen wurde 1256 als Hontannon und 1275 als Hohentannun erwähnt. Vom Mittelalter bis 1798 gehörte die niedere Gerichtsbarkeit über Hohentannen als bischöflich-konstanzisches Lehen der Herrschaft Heidelberg. Kirchlich gehörte Hohentannen stets zu Sitterdorf; Heidelberg und Oetlishausen zu Bischofszell. 1812 kamen Heidelberg und Oetlishausen zur Gemeinde Hohentannen. 1874 wurde der Weiler Hummelberg von der Ortsgemeinde Sitterdorf (Munizipalgemeinde Zihlschlacht) abgetrennt und der Ortsgemeinde Hohentannen zugeteilt.
Früher lag Hohentannen an der Strasse Sulgen–Bischofszell. Seit deren Verlegung ins Tal 1823 liegt das Dorf jedoch abseits der grösseren Verkehrswege. Acker- und Rebbau wurden gegen Ende des 19. Jahrhunderts von Vieh- und Milchwirtschaft abgelöst; Obstbau. Um 1900 war die Stickerei verbreitet. Heute bietet der Kiesabbau eine Einnahmequelle.
Am 1. Januar 1999 vereinigten sich die ehemaligen Ortsgemeinden Hohentannen und Heldswil und die Munizipalgemeinde Hohentannen zur politischen Gemeinde Hohentannen, einer der kleinsten Gemeinden im Kanton Thurgau.
Trotz des Baus einzelner Einfamilienhäuser hat Hohentannen seinen Charakter als Bauerndorf bis in die Gegenwart bewahrt.
→ siehe auch Abschnitt Geschichte im Artikel Heldswil

## Wappen
Blasonierung: In Blau drei gelbe (2/1), mit roten Steinen verzierte, rautenförmige Schnallen.
Das Gemeindewappen bildet das Wappen der Herren von Heidelberg.
Nachdem sich die Ortsgemeinden Heldswil und Hohentannen zur neuen politischen Gemeinde Hohentannen zusammengeschlossen hatten, übernahm die neue Gemeinde das Wappen, führte aber auf ihren Drucksachen stets auch das Wappen der ehemaligen Ortsgemeinde Heldswil.

## Bevölkerung
| Hier fehlt eine Grafik, die leider im Moment aus technischen Gründen nicht angezeigt werden kann. Wir arbeiten daran! |

|                     | 1850  | 1900  | 1950  | 1990  | 2000  | 2010  | 2018  | 2023   |
| ------------------- | ----- | ----- | ----- | ----- | ----- | ----- | ----- | ------ |
| Politische Gemeinde |       |       |       |       | 586   | 605   | 586   | 663    |
| Munizipalgemeinde   | 672   | 652   | 614   | 529   |       |       |       |        |
| Ortsgemeinde        | 382   | 402   | 350   | 294   |       |       |       |        |
| Quelle              | [ 6 ] | [ 6 ] | [ 6 ] | [ 6 ] | [ 7 ] | [ 7 ] | [ 7 ] | [ 10 ] |

Von den insgesamt 663 Einwohnern der Gemeinde Hohentannen am 31. Dezember 2023 waren 57 bzw. 8,6 % ausländische Staatsbürger. 251 (37,9 %) waren evangelisch-reformiert und 182 (27,5 %) römisch-katholisch. Die Ortschaft Hohentannen zählte zu diesem Zeitpunkt 377 Bewohner.

## Wirtschaft
Im Jahr 2016 bot Hohentannen 190 Personen Arbeit (umgerechnet auf Vollzeitstellen). Davon waren 35,7 % in der Land- und Forstwirtschaft, 48,0 % in Industrie, Gewerbe und Bau sowie 16,4 % im Dienstleistungssektor tätig.

## Persönlichkeiten
- Johannes von Muralt (* 10. September 1780 in Hohentannen; † 16. Februar 1850 in Sankt Petersburg), Pädagoge und reformierter Geistlicher
- Ignaz Epper (* 6. Juli 1892 in St. Gallen; † 12. Januar 1969 in Ascona), Kunstmaler, Grafiker, Holzschnitt[12]
- Mischa Epper-Quarles van Ufford (* 18. August 1901 in Bloemendaal; † 22. Oktober 1978 in Basel), Plastikerin, Porträtplastikerin, Goldschmiedin[13][14]
- Emil Wilhelm Stark (* 2. April 1920 in Hohentannen; † 16. September 2006 in Winterthur), Rechtswissenschaftler und Hochschullehrer
- Anton Bernhardsgrütter (* 12. April 1925 in Hohentannen; † 24. Dezember 2015 in Kreuzlingen), Maler, Zeichner, Lithograf und Textverfasser

## Sehenswürdigkeiten
Oetlishausen ist im Inventar der schützenswerten Ortsbilder der Schweiz aufgeführt.

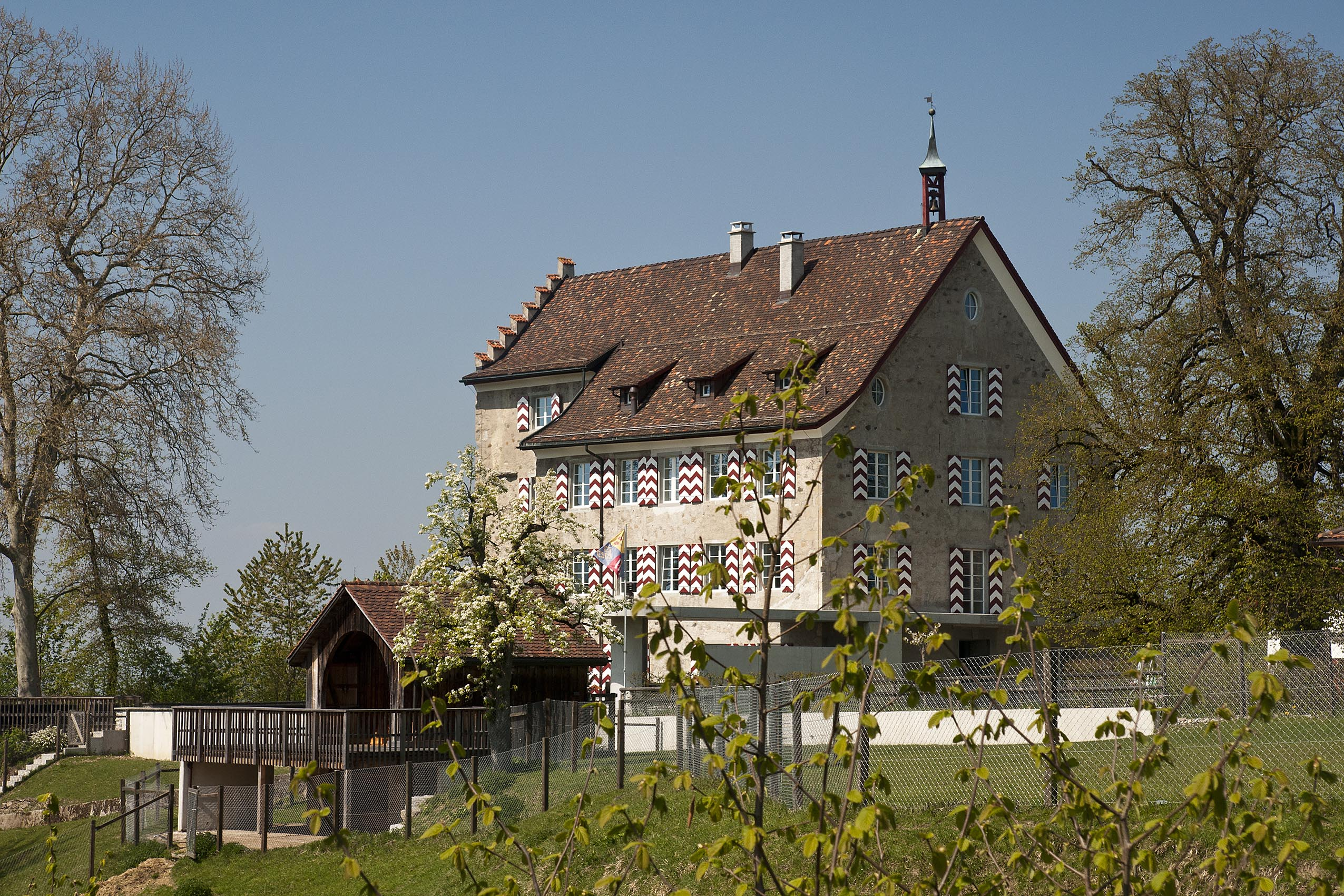
Schloss Oetlishausen mit Kapelle St. Michael aus dem 12. Jahrhundert
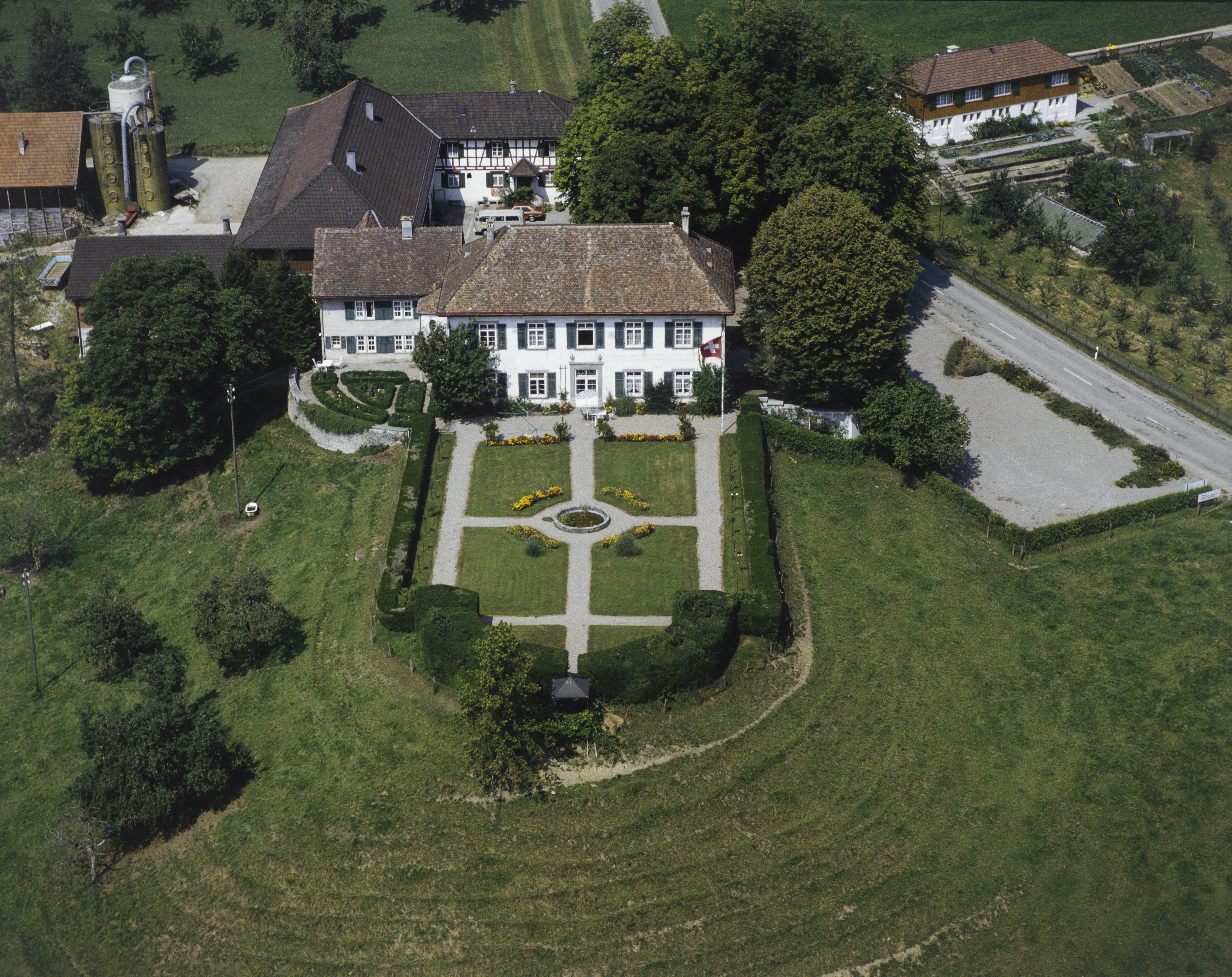
Schloss Heidelberg und Kapelle St. Katharina, geweiht 1489.

## Bilder

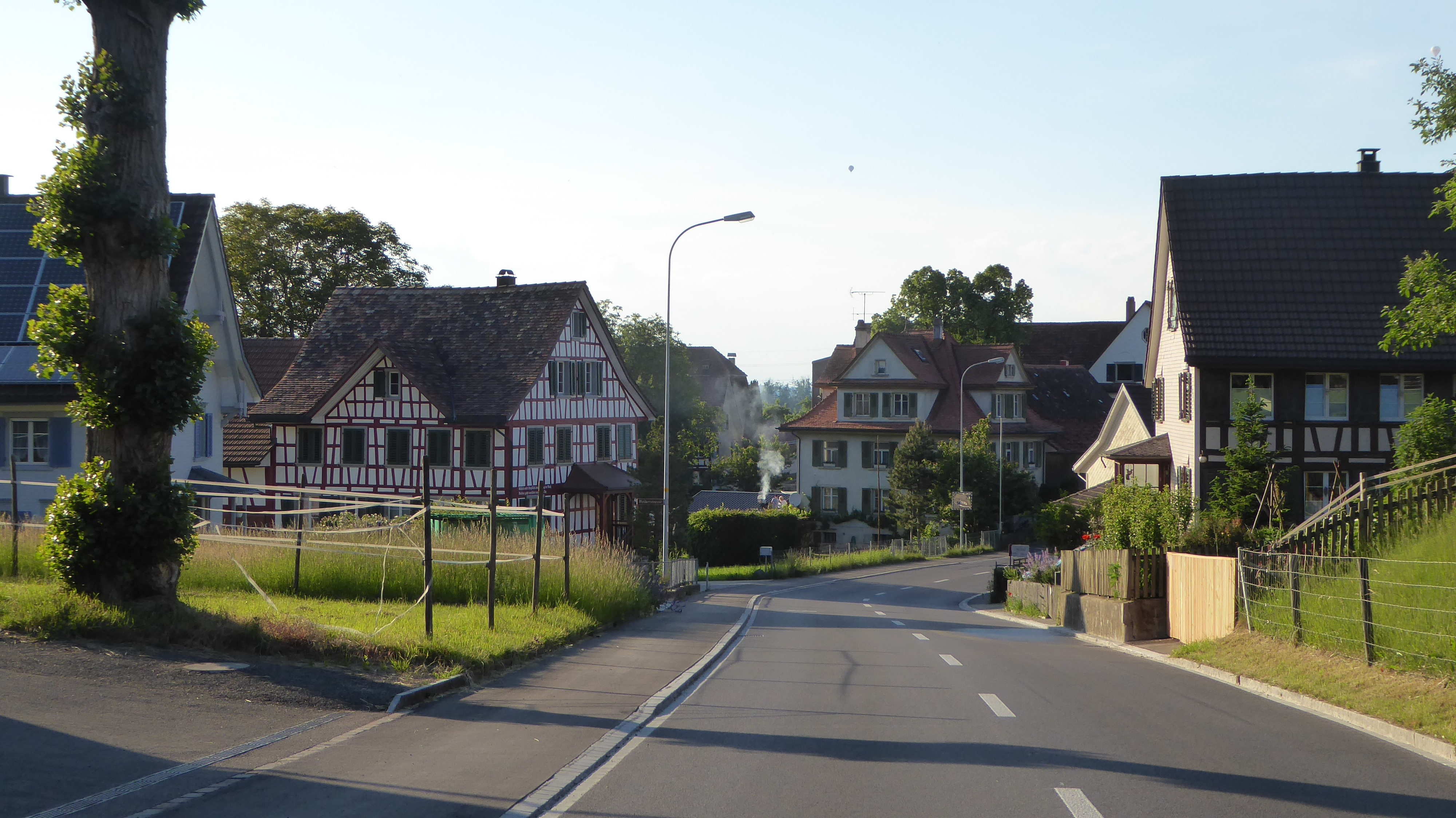
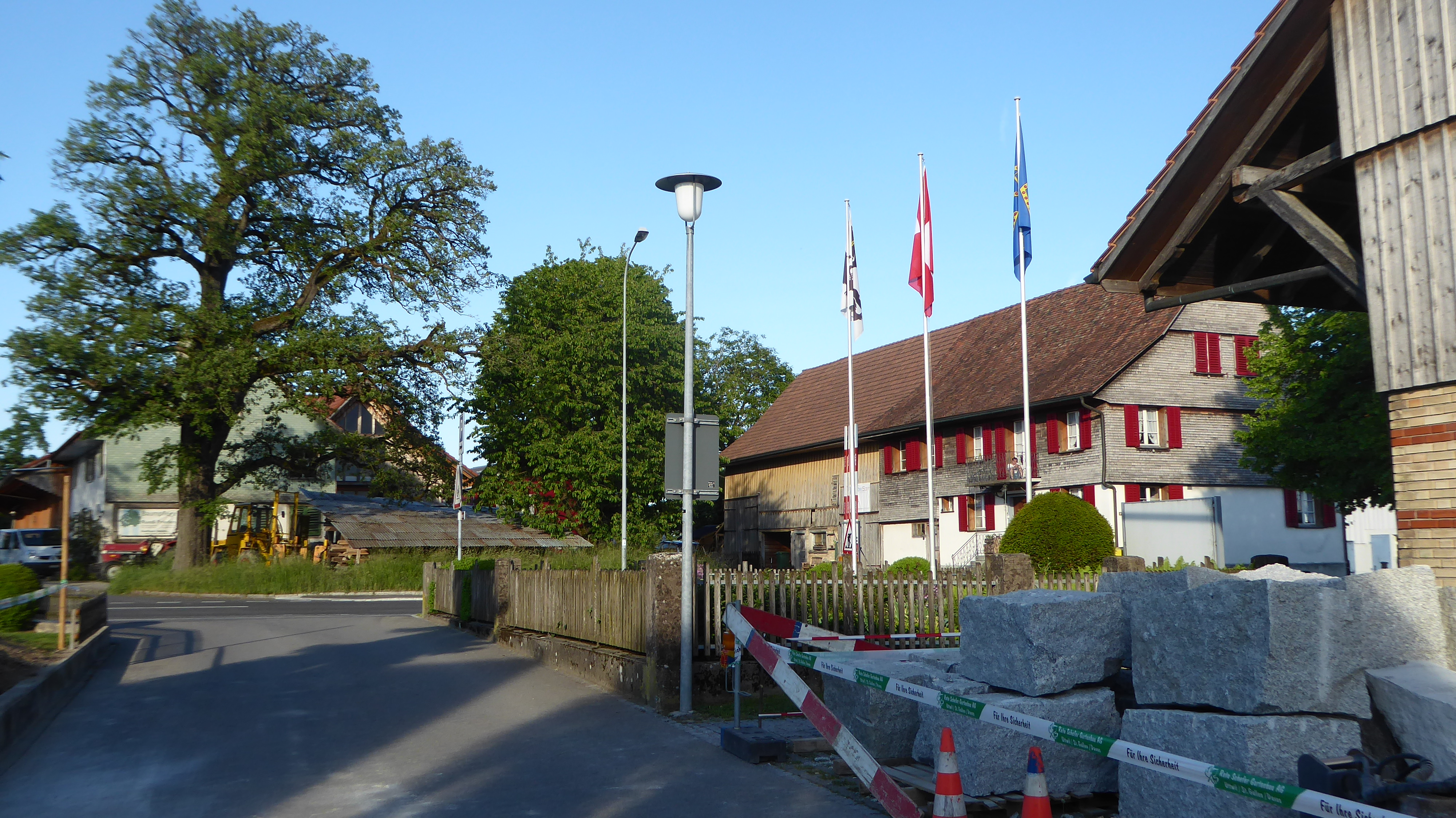
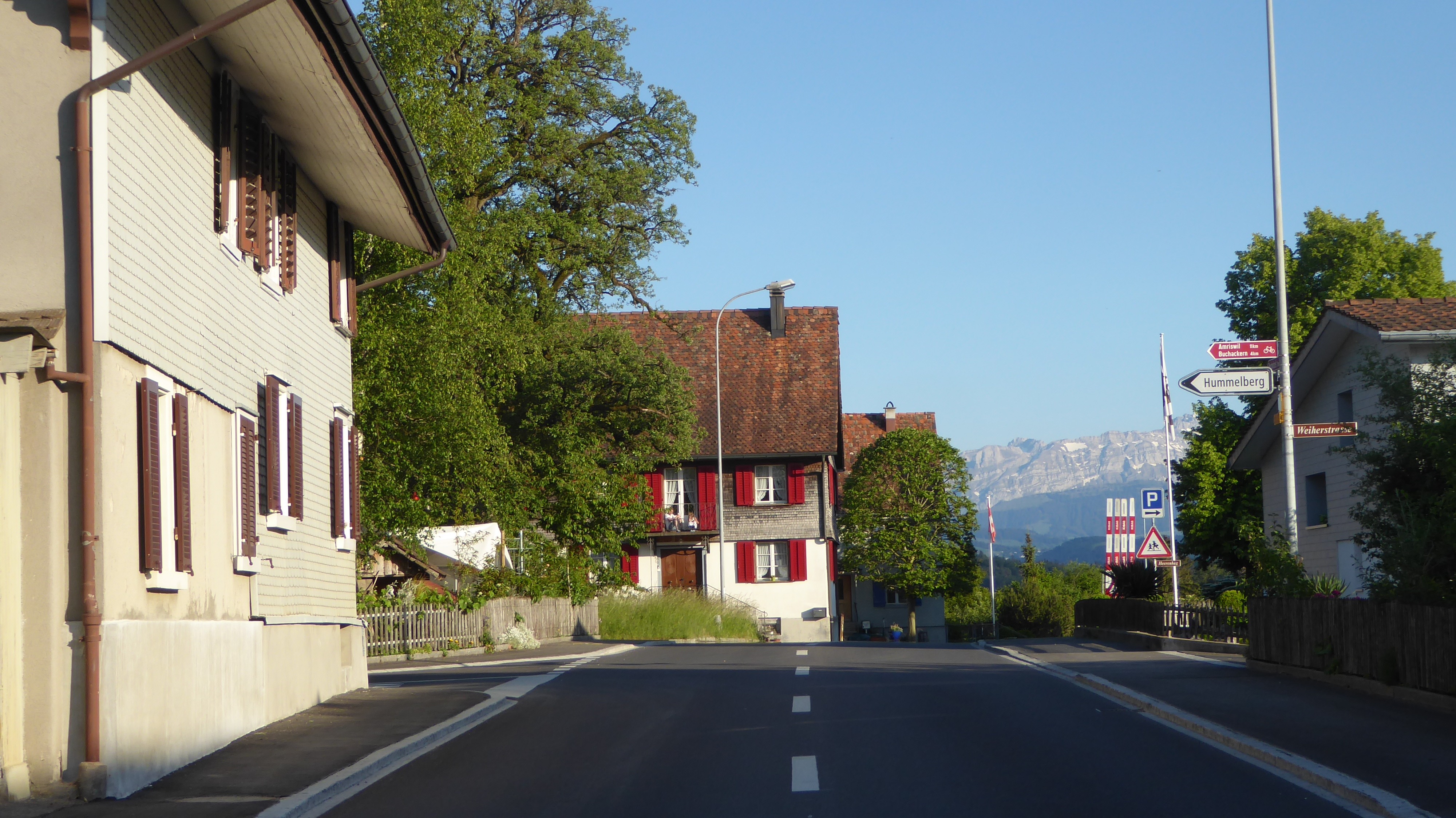
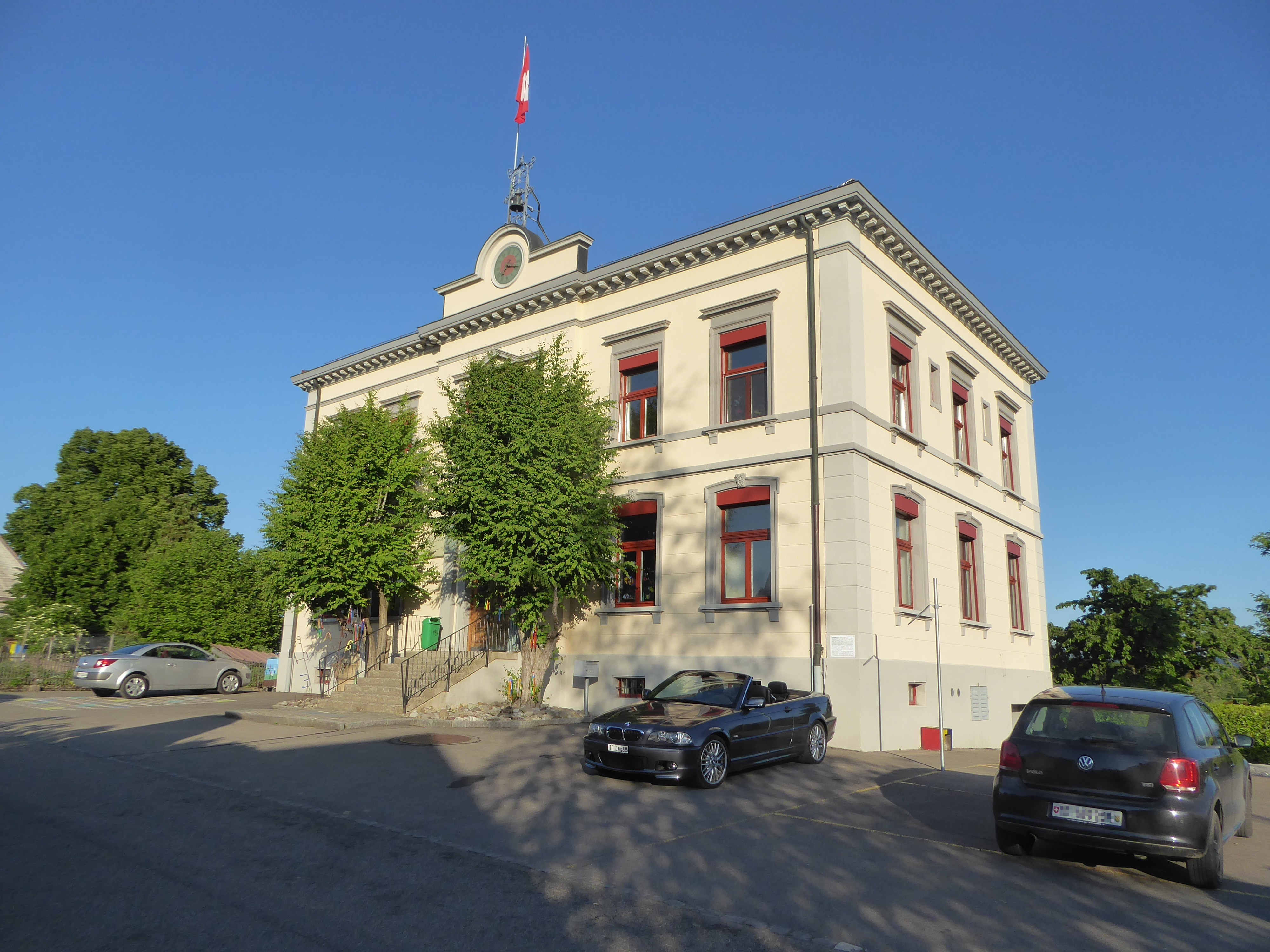